# Wessel te Gussinklo
Wessel te Gussinklo (Utrecht, 9 januari 1941 – Kamperland, 18 oktober 2023) was een Nederlands schrijver van romans, verhalen en essays.

## Levensloop

### Afkomst en oorlogsgeweld
De ouders van Wessel te Gussinklo zijn beiden in de stad Utrecht geboren in 1903, zijn moeder aan de Oude Gracht bij de Twijnstraat, zijn vader Wessel op de Lijnmarkt.
Te Gussinklo zelf werd begin januari 1941 geboren in de Buys Ballotstraat in Utrecht. Toen hij twee jaar was kreeg het gezin in de zomer van 1943 onderduikers in huis. Daartoe behoorde de door de Duitsers gezochte Friese verzetsstrijder Lubbert Romkes, een man die landverraders zou hebben geëxecuteerd.
Op 7 oktober 1944 hield de Duitse Sicherheitsdienst weer een razzia in Utrecht, onder andere in de Buys Ballotstraat. Te Gussinklo senior, die aan eerdere razzia's was ontkomen, negeerde de door buren geboden vluchtopties en ensceneerde een 'tableau vivant': de onderduiker zorgelijk naast het bed van zijn voor die gelegenheid zeer zieke vrouw. Bij de uitvoering van de razzia door een keurkorps van Duitse luchtlandingstroepen werd Te Gussinklo aangeschoten toen hij door de tuin probeerde weg te sluipen, en daarna standrechtelijk geëxecuteerd. Zijn lichaam bleef 24 uur als afschrikwekkend voorbeeld liggen in de Willem Barentszstraat voor nummer 34.
Tot zijn verhuizing in 2007 woonde Te Gussinklo in Houten, de Bilt en Den Dolder, nooit verder dan tien kilometer van zijn geboortehuis. Sinds 2007 woonde hij met zijn tweede vrouw Odilia in het Zeeuwse Kamperland.

### Opleiding en carrière
Te Gussinklo studeerde psychologie in Utrecht en in Zürich. Rond zijn twintigste begon hij met schrijven. De roman De expeditie, die hij schreef als tweeëntwintigjarige en waarvan hoofdstukken verschenen zijn in Maatstaf en in Literair akkoord, werd tot 2022 nooit in zijn geheel gepubliceerd. Hij besloot later zich definitief aan schrijven te wijden, maar voor zijn tweede roman De verboden tuin kon hij tien jaar lang geen uitgever vinden. Pas na ingrijpen van K.L. Poll lukt dat in 1986. Het boek kreeg onmiddellijk de tweejaarlijkse Anton Wachterprijs en de debutantenbeurs van het Fonds voor de Letteren.
In 1995, een kleine tien jaar later, verscheen zijn omvangrijke roman De opdracht (222.857 woorden), veelvuldig geprezen en inmiddels gerekend tot de klassiekers in de naoorlogse Nederlandse literatuur. Hij ontving hiervoor de Lucy B. en C.W. van der Hoogtprijs, de Bordewijkprijs, de ECI-prijs voor Schrijvers van Nu, en nominaties voor de Gouden Uil en de Libris Literatuur Prijs.
De hoofdfiguur in De opdracht, een jongen van veertien, gaat naar een zomerkamp van kinderen van oorlogsslachtoffers. Hij heeft zich voorgenomen net zo belangrijk te worden als Roosevelt en Churchill en zo veiligheid te vinden in zijn vaderloze wereld en te ontsnappen aan de verstikkende liefde van zijn moeder. Dat zomerkamp is een goede gelegenheid om daarvoor te oefenen en zich als zodanig te bewijzen. Hij onderneemt vele pogingen populair te worden en indrukwekkend te doen, regelmatig Roosevelt en Churchill citerend en soms ook Hitler, maar na de eerste schijnbare successen falen zijn pogingen meer en meer.
Een jaar daarna verscheen de novelle Het engeltje, waarin na veelvuldig cafébezoek de hoofdfiguur bijna ontvoerd wordt door een beeldschoon engeltje ter bevrediging van de lusten van haar tandeloze moeder (longlist Gouden Uil).
Een jaar later verscheen de verhalenbundel Heimwee naar de DDR en andere vrolijke vertellingen.
In 2003 verscheen zijn roman d'essay Aangeraakt door goden, een indringend zelfportret, waarin hij uiteen probeert te zetten hoe hij schrijver is geworden en wat schrijven voor hem betekent.
In 2008 verscheen het uitgebreide essay Palestina als adderkluwen. De Israëlische tragedie (longlist Gouden Uil). Een boek dat als in een requisitoir een weging maakt van alle belangen in de kwestie los van fervente partijdigheden.
Pas weer in 2014 verscheen een nieuwe roman Zeer helder licht. Tot dan toe was het hem onmogelijk geweest na de dood van zijn eerste vrouw Jacomine Coumou een roman te schrijven – daarvoor is vrijheid en losheid van emoties nodig, verklaarde hij bij de AKO-nominatie. Ook deze weer zoals zijn voorgangers enigszins dostojevskiaanse roman, burlesk en tragisch, werd veelvuldig geprezen en genomineerd voor de AKO Literatuurprijs.
In 2015 verscheen zijn magnum opus, het grote cultuurfilosofische essay Wij zullen aan God gelijk zijn. Een boek dat poogt via analogieën uit de geschiedenis grote lijnen en grote bewegingen zichtbaar te maken.
De in 2016 verschenen essaybundel Vijf sterren voor de gaarkeuken is een verzameling van beschouwingen over diverse maatschappelijke verschijnselen die in de loop der tijd in kranten en tijdschriften gepubliceerd zijn.
In 2019 verscheen zijn roman De hoogstapelaar, het derde deel van een cyclus over zijn alter ego Ewout Meyster. In De verboden tuin (1986) probeerde hij de paradijselijke wereld van zijn eerste kinderjaren te hervinden. In De opdracht (1995) trachtte hij zich als veertienjarige erin te bekwamen populair en indrukwekkend te lijken tussen de oudere jongens in een zomerkamp. In De hoogstapelaar waant Ewout zich de situatie geheel meester, maar ondertussen lijdt hij aan depressies en angsten.
In 2021 werd aan hem de Boekenbon Literatuurprijs toegekend voor Op weg naar De Hartz, het vierde deel in zijn romanreeks over alter ego Ewout Meyster. Voor eerdere delen uit deze reeks kreeg hij onder meer de BookSpot Literatuurprijs en de Anton Wachterprijs toegekend.
Te Gussinklo’s schrijverschap wordt in de pers wel gekarakteriseerd als: virtuoos, gedreven en met een zucht tot provocatie in zijn vaak compromisloze essays in een volstrekt authentieke stijl. Obsessioneel, dostojevkiaans en soms ‘ondraaglijk mooi’ wordt zijn proza genoemd. Hoewel hij zichzelf eerder romancier dan essayist noemt, zegt hij niet zozeer een schrijver van verhalen maar van inzichten te zijn. In zijn essays komen veelal dezelfde thema's aan de orde als in zijn romans: macht en machthebbers, tirannen en geestdrijvers, beelden en visioenen, religies en ideologieën. Zelf zegt hij: ‘Het onderwerp van mijn boeken is de totale uitdaging, – alles is in het geding, het allerhoogste, het absolute, God worden, onkwetsbaar zijn: de herwinning van het paradijs.’ En ook: ‘Ik wil een pendel scheppen, tussen primaire existentie en emotionele essentie.’
Wessel te Gussinklo bleef tot aan zijn dood actief als schrijver, hoewel hij de laatste jaren een zeer zwakke gezondheid had. In oktober 2023 overleed hij op 82-jarige leeftijd in het Zeeuwse Kamperland.

## Boeken
- 1986: De verboden tuin (roman), Ewout Meyster-cyclus 1
- 1995: De opdracht (roman), Ewout Meyster-cyclus 2
- 1996: Het engeltje (novelle)
- 1998: Heimwee naar de DDR en andere vrolijke vertellingen (verhalen)
- 2003: Aangeraakt door goden (essays)
- 2008: Palestina als adderkluwen. De Israëlische tragedie (essay)
- 2014: Zeer helder licht (roman)
- 2015: Wij zullen aan God gelijk zijn, en voor eeuwig bestaan (cultuurfilosofisch essay)
- 2016: Vijf sterren voor de gaarkeuken (essays)
- 2017: De Weergekeerde Bloem (roman)
- 2019: De hoogstapelaar (roman), Ewout Meyster-cyclus 3
- 2020: Op weg naar De Hartz (roman), Ewout Meyster-cyclus 4
- 2022: De expeditie (roman), geschreven in 1963
- 2024: De uitverkorene (roman),    Ewout Meyster-cyclus 5

## Prijzen
- 1986: Anton Wachterprijs voor De verboden tuin
- 1996: Lucy B. en C.W. van der Hoogtprijs voor De opdracht
- 1996: F. Bordewijk-prijs voor De opdracht
- 1997: ECI-prijs voor De opdracht
- 2016: C.C.S. Crone-prijs voor het gehele oeuvre
- 2019: Zeeuwse Boekenprijs voor De hoogstapelaar
- 2019: BookSpot Literatuurprijs voor Fictie voor De hoogstapelaar
- 2021: Boekenbon Literatuurprijs voor Op weg naar De Hartz

## Trivia
- Tijdens een van zijn dieptepunten in 1982 maakte hij het schilderij Zelfportret met mes en vork. Het werk hangt in het Haagse Literatuurmuseum.[3]